# Нови-Кнежевац (община)
Нови-Кнежевац (серб. Нови Кнежевац) — община в Сербии, входит в Северно-Банатский округ автономного края Воеводина. Община находится в историко-географической области Банат.
Население общины составляет 11 985 человек (2007 год), плотность населения составляет 39 чел./км². Занимаемая площадь — 305 км², из них 86,4 % используется в промышленных целях.
Административный центр общины — город Нови-Кнежевац. Община Нови-Кнежевац состоит из 9 населённых пунктов, средняя площадь населённого пункта — 33,9 км².

## Статистика населения общины
| Год  | Население, чел. |
| ---- | --------------- |
| 1991 | 14 301          |
| 2001 | 13 077          |
| 2002 | 12 953          |
| 2003 | 12 762          |
| 2004 | 12 550          |
| 2005 | 12 346          |
| 2006 | 12 170          |
| 2007 | 11 985          |

Этнический состав населения общины
- Сербы — 7725 (59,53 %);
- Венгры — 3864 (29,78 %);
- Цыгане — 655 (5,04 %);
- Югославы — 207 (1,59 %).

## Населённые пункты
- Банатско-Аранджелово
- Джяла
- Майдан
- Нови-Кнежевац
- Подлокань
- Рабе
- Сигет
- Српски-Крстур
- Филич